# Xanthophenax ruficollis
Xanthophenax ruficollis là một loài tò vò trong họ Ichneumonidae.